# The Kingdom Choir
The Kingdom Choir es un coro de góspel británico fundado en Londres por la directora de coro y líder de taller Karen Gibson.  Tras más de 20 años de actuaciones, el coro alcanzó fama mundial tras ser invitado a actuar en la boda del príncipe Enrique y Meghan Markle.   El 19 de mayo de 2018, interpretaron una versión góspel de «Stand by Me» de Ben E. King . La directora, Gibson, fue descrita por la prensa británica como «la madrina del gospel británico».  Su interpretación de la canción encabezó la lista estadounidense Hot Gospel Songs.  Tras la actuación, el coro firmó un contrato discográfico con Sony Music. 
El 26 de octubre de 2018, el coro lanzó su álbum debut, Stand by Me, subtitulado "15 Songs of Love and Inspiration" (15 Canciones de Amor e Inspiración). Contiene 14 covers y una pieza original titulada "Chases". 
El coro fue seleccionado para interpretar "The Star-Spangled Banner" antes del primer juego de la Serie de Londres MLB 2019 en junio de 2019. 
En febrero de 2023, acompañaron a Marco Mengoni en su versión de "Let It Be", durante el 73º Festival de la Canción de San Remo en Italia. 
En mayo de 2023, un grupo compuesto por miembros de The Kingdom Choir actuó (como The Ascension Choir) en la Coronación de Carlos III y Camila, donde cantaron la obra a capela "Alleluia (O Sing Praises)"  compuesta para el evento por Debbie Wiseman . 
En noviembre de 2023, se celebró un concierto en el Queen Elizabeth Hall para conmemorar los 30 años del coro y el lanzamiento de un nuevo sencillo titulado "Let It Rain". Luco Music Group publicó y editó "Let It Rain".  

## Discografía

### Álbumes
| Título y detalles                                                                         | Notas |
| ----------------------------------------------------------------------------------------- | --- |
| Stand By Me - Tipo: Álbum de estudio - Lanzamiento: 2018 - Sello discográfico: Sony Music | 1. «Stand By Me» (3:37) 2. «All Of Me» (4:33) 3. «I Say a Little Prayer» (3:38) 4. «Blinded by Your Grace, Pt. 2» (4:06) 5. «Make You Feel My Love» (3:34) 6. «Something Inside So Strong» (5:05) 7. «Halo» (4:02) 8. «Golden» (3:35) 9. «Lovely Day» (3:43) 10. «Harvest for the World» (4:08) 11. «Fix You» (5:54) 12. «Amazing Grace» (3:32) 13. «Chases» (3:54) 14. «You're the Voice» (4:00) 15. «Hark! The Heral Angels Sing» (4:08) |

### Sencillos
- 2018: "Stand By Me"
- 2023: "Not Giving Up" [13]